# Dwa (rivière)
Pour les articles homonymes, voir Dua et Dwa.
La Dwa ou Dua est une rivière, affluent de la rivière Mongala, et sous-affluent du fleuve Congo, en république démocratique du Congo. Plus exactement, Dua est le cours supérieur de la rivière Mongala. Elle prend sa source à Bosanga. Les affluents Ekalaba et Ngalé l'alimentent sur la rive gauche, Okangé, Moondjò et Maadanga sur la rive droite. 

## Étymologie
Dua signifie « eau, rivière » en egenza/ligenza.